# Браян Око
Браян Ікемефуна Око (фр. Bryan Ikemefuna Okoh, нар. 16 травня 2003, Х'юстон, США) — швейцарський футболіст, центральний захисник австрйського клубу «Ред Булл» та молодіжної збірної Швейцарії.

## Ігрова кар'єра

### Клубна
Браян Око народився у США у місті Х'юстон. Згодом він разом з родиною перебрався до Європи, де оселився у Швейцарії. У клубі «Лозанна» Браян почав займатися футболом у молодіжній команді. Влітку 2019 року він перейшов до академії австрійського клубу «Ред Булл», який заплатив за траснфер футболіста 2 млн євро. Після переходу до Австрії Око вирушив у Другу Бундеслігу у склад фарм - клубу «Ред Булла» - «Ліферінг», де дебютував у серпні 2019 року.
У вересні 2021 року Око вперше зіграв в основі «Ред Булл». Але під час зборів національної збірної восени 2021 року отримав важку травму коліна і вибув з гри до кінця сезону.

### Збірна
З 2017 року Браян Око грав за юнацькі та молодіжну збірні Швейцарії. Восени 2021 року отримав виклик до національної збірної Швейцарії та через травму коліна не зміг дебютувати у першій збірній.